# Wereldkampioenschap voetbal 2022 (Groep F) Kroatië - België
Dit artikel gaat over de groepswedstrijd in groep F van het wereldkampioenschap voetbal 2022 tussen Kroatië en België die gespeeld werd op donderdag 1 december 2022 in het Ahmed bin Alistadion te Ar Rayyan. Het duel was de 41ste wedstrijd van het toernooi.
De wedstrijd bleef doelpuntloos, waardoor België werd uitgeschakeld in de groepsfase en Kroatië zich kwalificeerde voor de achtste finales. België werd voor het eerst sinds 1998 uitgeschakeld in de groepsfase van het WK. Het was voor het eerst sinds 1982 dat België in opeenvolgende WK-wedstrijden niet wist te scoren. Vlak na de wedstrijd maakten Roberto Martínez na 79 wedstrijden als bondscoach en Eden Hazard na 126 gespeelde interlands bekend te stoppen bij de Rode Duivels.

## Voorafgaand aan de wedstrijd
- Kroatië stond bij aanvang van het toernooi op de twaalfde plaats van de FIFA-wereldranglijst en moest tien WK-deelnemers boven zich dulden.[3] België was terug te vinden op de tweede plek.[4] Enkel Brazilië was hoger gerangschikt dan België.
- Kroatië en België troffen elkaar voorafgaand aan deze wedstrijd acht keer, waarvan geen op een groot eindtoernooi. Beide landen wonnen drie van die wedstrijden en tweemaal eindigde het duel onbeslist. België won 6 en verloor 11 van zijn 21 eerdere WK-wedstrijden tegen teams aangesloten bij de UEFA. Kroatië won zes en verloor twee van zijn elf eerdere WK-wedstrijden tegen UEFA-landen.
- Kroatië speelde eerder met 0–0 gelijk tegen Marokko en won met 4–1 van Canada. Kroatië zou zich met een gelijkspel verzekeren van een plek in de achtste finales. België won eerder met 1–0 van Canada en verloor met 0–2 van Marokko, waardoor het moest winnen om zich te kwalificeren voor de volgende ronde.

## Wedstrijddetails[5]
|                                                     |                  |               |        | |
| Groep F 1 december 2022 18:00 (UTC+3) 16:00 (UTC+1) | Kroatië          | 0 – 0 (0 – 0) | België | Stadion: Ahmed bin Alistadion, Ar Rayyan Toeschouwers: 49.984 Scheidsrechter: Anthony Taylor Assistenten: Gary Beswick Assistenten: Adam Nunn Vierde official: István Kovács Video-assistent: Marco Fritz AVAR 1: Tomasz Kwiatkowski AVAR 2: Rafael Foltyn AVAR 3: Benoît Millot Speler van de wedstrijd: Luka Modrić |
| Groep F 1 december 2022 18:00 (UTC+3) 16:00 (UTC+1) | Wedstrijdverslag |               |        | Stadion: Ahmed bin Alistadion, Ar Rayyan Toeschouwers: 49.984 Scheidsrechter: Anthony Taylor Assistenten: Gary Beswick Assistenten: Adam Nunn Vierde official: István Kovács Video-assistent: Marco Fritz AVAR 1: Tomasz Kwiatkowski AVAR 2: Rafael Foltyn AVAR 3: Benoît Millot Speler van de wedstrijd: Luka Modrić |
| Groep F 1 december 2022 18:00 (UTC+3) 16:00 (UTC+1) |                  |               |        | Stadion: Ahmed bin Alistadion, Ar Rayyan Toeschouwers: 49.984 Scheidsrechter: Anthony Taylor Assistenten: Gary Beswick Assistenten: Adam Nunn Vierde official: István Kovács Video-assistent: Marco Fritz AVAR 1: Tomasz Kwiatkowski AVAR 2: Rafael Foltyn AVAR 3: Benoît Millot Speler van de wedstrijd: Luka Modrić |
| Groep F 1 december 2022 18:00 (UTC+3) 16:00 (UTC+1) |                  |               |        | Stadion: Ahmed bin Alistadion, Ar Rayyan Toeschouwers: 49.984 Scheidsrechter: Anthony Taylor Assistenten: Gary Beswick Assistenten: Adam Nunn Vierde official: István Kovács Video-assistent: Marco Fritz AVAR 1: Tomasz Kwiatkowski AVAR 2: Rafael Foltyn AVAR 3: Benoît Millot Speler van de wedstrijd: Luka Modrić |
|                                                     |                  |               |        | |

| Kroatië | België |

| DM             | 01 | Dominik Livaković |       |
| RA             | 22 | Josip Juranović   |       |
| CV             | 06 | Dejan Lovren      |       |
| CV             | 20 | Joško Gvardiol    |       |
| LA             | 19 | Borna Sosa        |       |
| CM             | 10 | Luka Modrić       |       |
| CM             | 11 | Marcelo Brozović  |       |
| CM             | 08 | Mateo Kovačić     | 90+2' |
| RB             | 09 | Andrej Kramarić   | 64'   |
| SP             | 14 | Marko Livaja      | 64'   |
| LB             | 04 | Ivan Perišić      |       |
| Wisselspelers: |    |                   |       |
| DM             | 12 | Ivo Grbić         |       |
| DM             | 23 | Ivica Ivušić      |       |
| VD             | 02 | Josip Stanišić    |       |
| VD             | 03 | Borna Barišić     |       |
| VD             | 05 | Martin Erlić      |       |
| VD             | 21 | Domagoj Vida      |       |
| VD             | 24 | Josip Šutalo      |       |
| MV             | 07 | Lovro Majer       | 90+2' |
| MV             | 13 | Nikola Vlašić     |       |
| MV             | 15 | Mario Pašalić     | 64'   |
| MV             | 25 | Luka Sučić        |       |
| MV             | 26 | Kristijan Jakić   |       |
| AV             | 16 | Bruno Petković    | 64'   |
| AV             | 17 | Ante Budimir      |       |
| AV             | 18 | Mislav Oršić      |       |
| Coach:         |    |                   |       |
| Zlatko Dalić   |    |                   |       |

| DM               | 01 | Thibaut Courtois     |         |
| RA               | 15 | Thomas Meunier       | 87'     |
| CV               | 02 | Toby Alderweireld    |         |
| CV               | 05 | Jan Vertonghen       |         |
| LA               | 21 | Timothy Castagne     |         |
| CM               | 19 | Leander Dendoncker   | 67' 72' |
| CM               | 06 | Axel Witsel          |         |
| AM               | 07 | Kevin De Bruyne      |         |
| RB               | 17 | Leandro Trossard     | 59'     |
| SP               | 14 | Dries Mertens        | 46'     |
| LB               | 11 | Yannick Carrasco     | 72'     |
| Wisselspelers:   |    |                      |         |
| DM               | 12 | Simon Mignolet       |         |
| DM               | 13 | Koen Casteels        |         |
| VD               | 03 | Arthur Theate        |         |
| VD               | 04 | Wout Faes            |         |
| VD               | 26 | Zeno Debast          |         |
| MV               | 08 | Youri Tielemans      | 72'     |
| MV               | 20 | Hans Vanaken         |         |
| MV               | 22 | Charles De Ketelaere |         |
| AV               | 09 | Romelu Lukaku        | 46'     |
| AV               | 10 | Eden Hazard          | 87'     |
| AV               | 16 | Thorgan Hazard       | 59'     |
| AV               | 23 | Michy Batshuayi      |         |
| AV               | 24 | Loïs Openda          |         |
| AV               | 25 | Jérémy Doku          | 72'     |
| Coach:           |    |                      |         |
| Roberto Martínez |    |                      |         |

| Statistieken           | Kroatië | België |
| ---------------------- | ------- | ------ |
| Doelpunten             | 0       | 0      |
| Gele kaarten           | 0       | 1      |
| Rode kaarten           | 0       | 0      |
| Wissels                | 3       | 5      |
| Schoten op doel        | 4       | 4      |
| Schoten naast doel     | 5       | 7      |
| Overtredingen          | 7       | 9      |
| Hoekschoppen           | 2       | 4      |
| Buitenspel             | 4       | 0      |
| Passnauwkeurigheid (%) | 87      | 89     |
| Balbezit (%)           | 48      | 52     |